# Физическа география
Физическата география, наричана още природна география е основен дял от географията, който представлява системата от взаимодействия, процеси и явления в природната среда на планената Земя – атмосфера, хидросфера, биосфера, педосфера и литосфера. Предметът на физическата география се състои в разбирането и обясняването на физическите закономерности, характерни за Земята, както и проявленията на времето, флората и фауната.
Физическата география до голяма степен е обвързана с геологията, химията и физиката.
Основни направления във физическата география са:
- Климатология
- Хидрология
- Геоморфология
- Почвознание
- Биогеография
- Ландшафтознание и ландшафтна екология

Физическата география най-често се счита за основен клон от науката география заедно със Социално-икономическата география.